# تنی حیه
تنی حیه یک منطقهٔ مسکونی در الجزایر است.